# Gigabeat
gigabeat（ギガビート）は、かつて東芝が製造販売していたHDDおよびフラッシュメモリ携帯型デジタルオーディオプレーヤーである。

## 概要
東芝は、小型HDDやフラッシュメモリを開発製造し、自社および他社に供給する有力なベンダーであるため、MP3プレーヤーを製造しているメーカーの中ではいち早くHDD記録型に着手した。動画再生に対応したり、ワンセグチューナーを内蔵したりするなど、東芝が元来得意とする映像分野へ本格的に接近したが、2010年代には市場から撤退し、新製品は発表されておらず、製品サポートのみ継続している。2008年度当時の国内年間シェアは、3.1%だった。
ロゴマークが同社が当時販売していたノートパソコン「dynabook」と同じ意匠で、「dynabook」の文字の部分を「gigabeat」に変えたデザインになっている。
なお、型番のMEは、先代のSDオーディオプレイヤーなどを製作していた東芝 モバイルAVネットワーク事業部の製品に用いられていたものを引き継いでいる。

## 製品一覧

### 初代GIGABEAT
2002年6月22日発売。このモデルのみ商品名が大文字の「GIGABEAT」となっている。記憶媒体に当時東芝が発売していたPCカード型の1.8型HDD「モバイルディスク5GB」を採用し、モバイルディスクを交換することでライブラリを入れ替えることが可能。3000mAhの大容量バッテリを内蔵し、18時間連続再生を謳うなど、ヘビーユーザーを強く意識した内容だったが、本体のデザインは235g（モバイルディスク含む）の重量となっている。本体上部には曲情報を表示できる160×120ドットのモノクロ液晶を搭載。バックライトは青色。ホログラフィックシートを採用しているため、非点灯時には赤く輝いて見える。
再生可能なファイル形式はMP3、WMA、WAV。ただし、専用の「Toshiba Audio Application」で暗号化されたファイルのみが再生可能である。対応OSはWindows 98、Me、2000、XP。ただし、本体内のOSにはLinuxを採用しているため、ファイル名やID3タグ名の英数大文字小文字は明確に区別され、漢字名もパソコンと本体でソート順が異なる。
発売当初こそ注目されたものの、発売翌月の7月17日にはApple Computerが第2世代iPodを発表、FAT32フォーマットと他社製のアプリケーションを採用したWindows対応版がリリースされたため、人気がそちらに喰われる格好となった。
ちなみにこのモデルはソースネクストにOEM供給され、同社からは「ミュージック速DISK」の名で発売された。
現在は生産終了。
ラインナップ：GIGABEAT (MEG50JS)のみ

### Gシリーズ

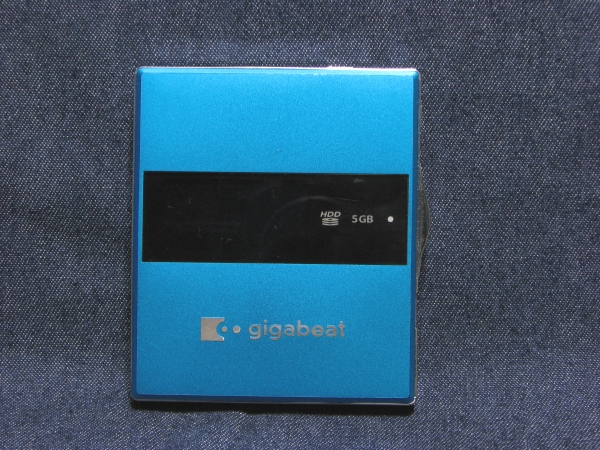
gigabeat G5

2003年8月にG20が発売。着脱式モバイルディスクの採用を止め、汎用の東芝製1.8インチHDD(ZIF規格以前の東芝独自端子のもの)を内蔵する。かつてLibrettoLシリーズ発売時にも行われた発売前からのティザーキャンペーンが展開され、12.7mmの厚さを筆頭にコンパクトな本体をアピールしていた。後に8mm厚の40GBHDDを搭載し、厚みが3mm増加したG40も追加されている。転送には「Toshiba Audio Application」、本体内のOSにはLinuxを引き続き採用、CPUはARM7。正方形に近い筐体の中央にブルーのLED照明が光る160×86ドットのモノクロ液晶画面が特徴的。液晶表示はネガポジ反転させることが可能である。大きく重い無骨なデザインだった初代GIGABEATの反省から小型軽量化に尽力し、MDプレーヤーにそっくりのスタイルを採用してユーザー層の拡大を狙ったものの、逆に「最新デバイスを見せびらかしたい」といったステータス性などを求める向きには地味に映り、敬遠されてしまうという一面もあった。外観的にも機能的にも無駄のない本体の完成度の高さと、音質の良さが高いバランスで取れている機種として評価は高く、現在も多くの愛好家が存在するが、長期間使用による振動や衝撃の蓄積によって、HDDと基板を結ぶケーブルに弛みが生じ、本体がHDDを認識出来なくなるなどのトラブルが多い。同様な事象はソニーのネットワークウォークマンNW-HD3などでも発生しているが、東芝からは特に点検・修理などの呼びかけは実施されていない。
現在はいずれも生産終了。
ラインナップ：G5、G10、G20、G21、G22、G23、G40

### Fシリーズ
2004年11月にF10、F20、F60を発売。「プラスタッチ」という十字型のタッチセンサーが搭載され、これに触れたりなぞるなどして操作する。本体は縦長の形状で、画面表示の選択により横方向でも使用が可能。2.2型QVGA低温ポリシリコンTFTカラー液晶画面（最大32,768色）を搭載し、JPEG画像の表示が可能。再生中にCDジャケットの表示を行うほか、デジタルカメラで撮影した画像などを転送し閲覧することができる。再生可能なファイル形式はMP3、WMA、WAV。再生のための暗号化に用いるアプリケーションは「Toshiba Audio Application」から「gigabeat room」に変更、ジャケット画像などの転送機能やリッピング／エンコード機能、接続したgigabeat内の暗号化済ファイルを再生できる機能などが追加された。また、Gシリーズに似た不具合が存在する。起動するがファイルの認識ができない場合はHDDケーブル類、電源がまったく入らない場合はバッテリーのコネクターの接触不良が疑われる。
いずれも生産終了。
ラインナップ：F11、F21、F41、F60、F10、F10 fumiya model（藤井フミヤがデザインしたモデル）、F20、F40

### Xシリーズ
2005年9月にX30を発売。Fシリーズをさらに小型化し、液晶ディスプレイを拡大、表示可能色数を約26万色に拡張したシリーズ。2.4型QVGA低温ポリシリコンTFTカラー液晶画面を搭載。再生可能なファイル形式はMP3、WMA、WAV。JPEG画像の閲覧機能は改良されたものの、音楽再生についてはファームウェア適応後のFシリーズと差がない。ファイル転送にはFシリーズに同じく「gigabeat room」を用い、これを本体に内蔵・接続時に自動起動させることで、事前にソフトウェアをインストールしていないパソコンからの転送が可能になった。ボディカラーが豊富だったFシリーズと異なり、表面塗装の高級感を打ち出した。
いずれも生産終了。
ラインナップ：X20、X30、X60、X20K（映画「キング・コング」公開記念モデル）

### Pシリーズ
2005年12月にP5、P10を発売。アクセサリー感覚のコンパクトボディになっている。フラッシュメモリ内蔵で、96×96ドットの1.1型カラー有機エレクトロルミネッセンス画面搭載。表示可能色数は65,536色。再生可能なファイル形式はMP3、WMA、WAV。FMラジオの録音、ボイスレコーディング機能に加えてラインイン録音（アナログ）にも対応。Sシリーズと同じく、プラスボタンを採用した。エンターボタンは下に分離されている。
P10K、P20Kを除き、生産終了。
ラインナップ：P5、P10、PREMIUM MODEL gb♥NANA（漫画「NANA」をイメージ。デザインは矢沢あい監修）、P5S、P10S、P10K、P20K

### Sシリーズ
2006年4月にS30、S60Vを発売。動画の再生に対応。S60VモデルのみFMチューナー内蔵。2.4型QVGA低温ポリシリコンTFTカラー液晶画面搭載。OSに Windows Mobile Portable Media Center (PMC) を採用。MP3、WMA、WAVに加えて、WMA Lossless、WMVの再生に対応。プラスタッチに代わって十字型のボタン「プラスボタン」を採用。旧シリーズで採用された転送ソフトウェアgigabeat roomを廃止、転送はWindows Media Player 10のみを用いて行うこととなった。そのため、対応OSは公式にはWindows XPおよびWindows Vistaに限られる。なお、gigabeatユーザーの有志により、非公式ではあるがWindows 2000やWindows 98でも使えるドライバが開発された。
Sシリーズ共通の不具合として、パソコンとgigabeatを接続することにより、突如としてgigabeatのHDDが初期化される事象が報告されている。これはSシリーズのみでなく、Vシリーズでも同様の報告がある。なお、初期化発生率を低減させる暫定的バージョンが存在し、修理受付でファームアップが可能である。しかし、今後ともに、ウェブサイトなどで公開される予定はない。
ラインナップ：S30、S60V

### Vシリーズ
2006年6月にV30Tを発売。ポータブルオーディオプレイヤーとして初めてワンセグの視聴に対応したモデル。独自の暗号化形式での録画機能をも備える。OS・再生可能ファイル形式はSシリーズを踏襲している。QVGA TFTカラー液晶を3.5型に大型化したほか、gigabeatシリーズ初となるスピーカーを搭載。縦長から横長になるなど、デザイン・操作面において大きな変更が加えられた。動画連続再生時間最長9時間、ワンセグ連続視聴時間最長7時間と、バッテリーの持ちの長さも特徴的である。
2006年11月22日より順次、ワンタッチでワンセグ機能に切り替わる「ワンセグボタン」の追加や予約可能件数の増加など機能を改善したV30E・V60Eを発売した。V30Tも2007年1月のファームウェアアップデートにより、録画関連の機能が改善された。アメリカ仕様機種のV30Kも存在し、ワンセグ未対応である以外はV30Tと同型である。
また、2007年6月1日には4型ワイドQVGA（WQVGA：480×272ドット）液晶やステレオスピーカー・USB充電機能等を搭載したV401（HDD容量40GB）、V801（同80GB）の2機種が追加発売されている。さらに、2007年10月19日には3.5型QVGA液晶に内蔵メモリ4GBとSDカードスロットを搭載したV41が、2008年2月15日には内蔵メモリが8GBタイプのV81が発売された。
ラインナップ：V30T、V30E、V60E、V30K、V401、V801（以上・HDDタイプ）、V41、V81（以上・内蔵メモリ+SDカードタイプ）

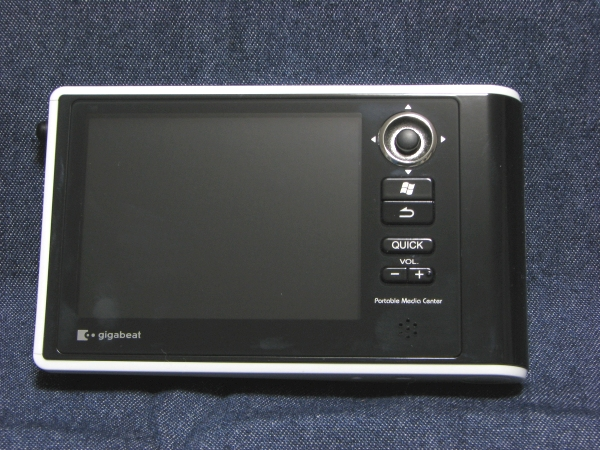
gigabeat V30T
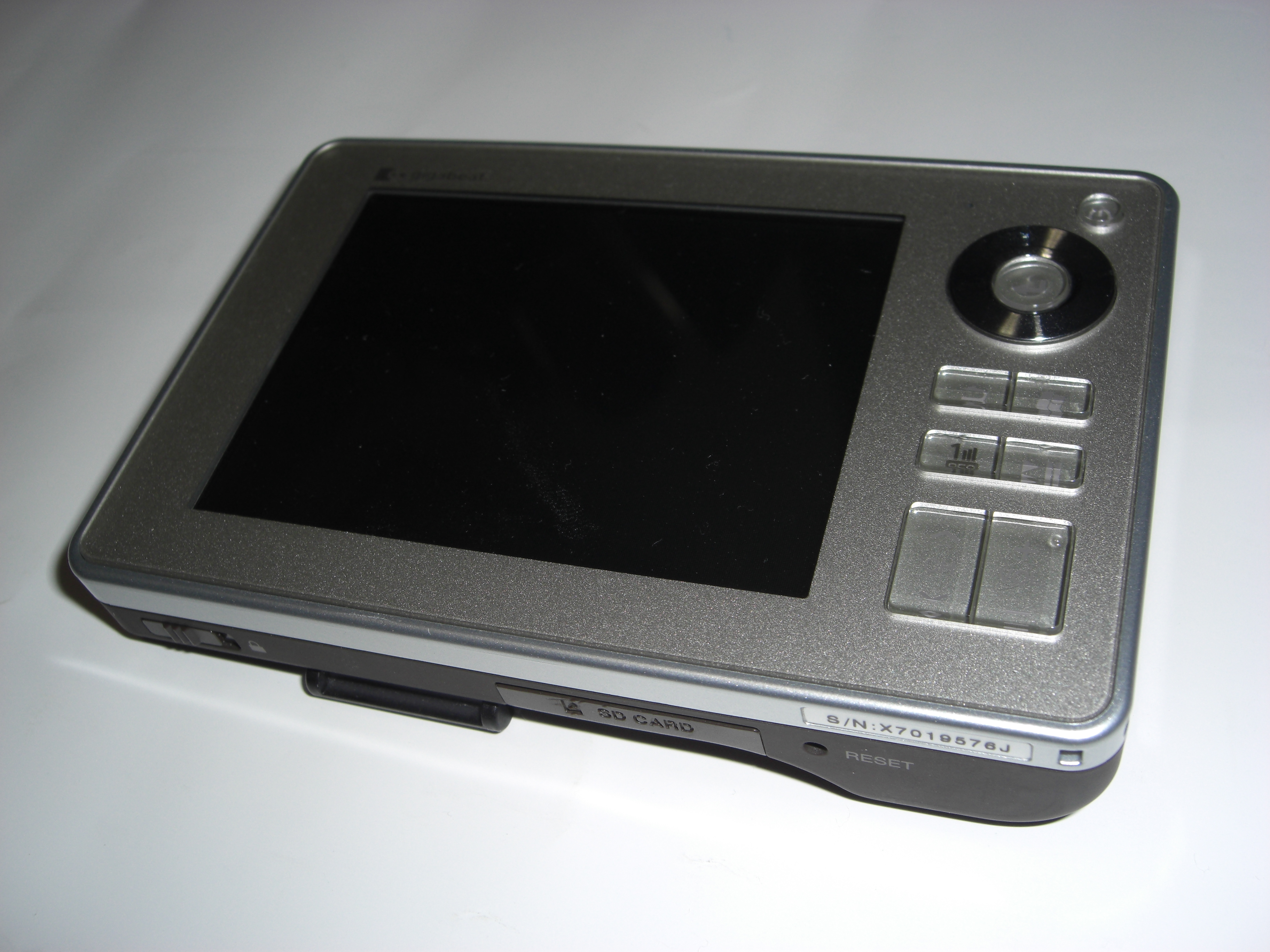
gigabeat V41（シャンパンゴールド）
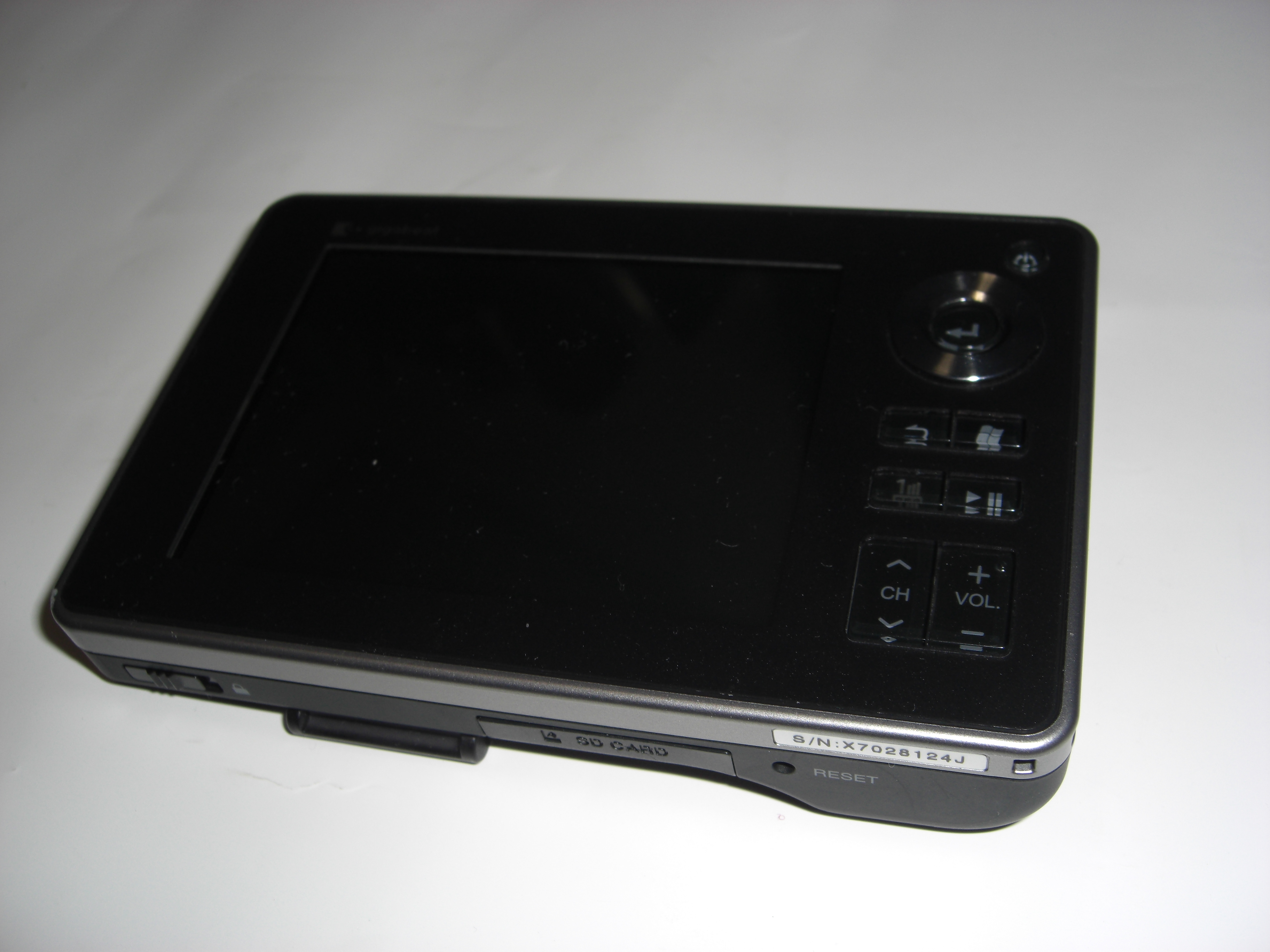
gigabeat V41（ブラック）

### Uシリーズ
2007年3月28日にU101、U201を発売。Pシリーズに同じく、フラッシュメモリを内蔵したシリーズ。有機EL画面および再生可能ファイル形式はPシリーズと同様。Sシリーズ同様に中央にエンターボタンを配したプラスボタンを採用。ステレオ音声でのラインイン録音に対応、FMトランスミッターを搭載している。東芝製の新型オーディオプロセッサを搭載し、高音質化が図られた。また、Windows Vista、XPに加え、Windows 2000、Meを対応OSとし、転送ソフトウェアとしてWindows Media Player11、10、9に対応するなど、動作環境が広く設定されている。2007年5月にはアルミボディを採用するなどデザイン面に変更を加えたU102、U202を発売。なお、機能面に差異はない。さらに7月24日「日本の伝統色」として24色のラインナップを揃えたU103を発売。
ラインインはアナログ録音のため、多少のノイズなどが混入する場合がある。
ラインナップ：U101、U201、U102、U202、U103、U104、U205、U206、U407、U408

### Tシリーズ
2007年9月7日にT401、T401Sを発売。Uシリーズに続いてフラッシュメモリ（4GB）を内蔵したシリーズ。OSはS、Vシリーズと同様PMCを採用しており、事実上Sシリーズの後継機種である。基本的な性能はSシリーズを同じであるが、新しいH2Cテクノロジーが搭載されている。さらに2008年2月15日に8GBを内蔵したT802を発売。また、T401とT802のみIEEE 802.11b/gに準拠した無線LAN機能を搭載しており、ポッドキャストをダウンロードして再生できる。なお、対応しているのは2008年3月現在、GyaOと音声コンテンツのみである。また、T401はファームウェアをVer.1からVer.2にバージョンアップしなければGyaOを利用することができない。これは無償でバージョンアップ可能である。
2008年12月31日に日付関連のバグにより、同日17時から翌2009年1月1日17時、つまりアメリカ西海岸時刻の12月31日から1月1日の間での起動でフリーズし、リセット後に再度起動するとOSの読み込み画面で停止するという状況が発生した。その多くは1月1日17時には自動で復帰したため、24時間のみ使用が出来ない症状だったが、年末年始の休業期間で東芝のサポートが休止していたため、対応が遅れた。また一部で壊れたと思って廃棄した、時刻を過ぎたが症状が改善されないなどの被害が出ている。この問題はWindows Mobile PMC Version.2のうるう年の処理でのバグに起因しており、同様のOSを採用したVシリーズの一部やZUNEでも発生している。2009年2月3日現在、エラーを回避するファームウェアが公開されている。ファームウェアアップデートを行わないと4年後にも同様の問題が発生する恐れがある。
ラインナップ：T401、T401S、T802